# نيل الأماني في توضيح مقدمة القسطلاني
نيل الأماني في توضيح مقدمة القسطلاني تأليف الشيخ عبد الهادي نجا الأبياري المتوفى سنة 1305هـ، شرح فيه صحيح البخاري، وقدم له بكلام على فضل أهل الحديث وشرفهم، وأول من دون الحديث ومن بعدهم، ونبذة في فوائد في علم الحديث، وتقسيم أنواعه وتحمله وأدائه، والبخاري وشرطه وتقدمه على غيره، ونسب البخاري وترجمته.
طبع طبعة حجرية في القاهرة 1295هـ، ومعها (كشف النقاب على المنظومة الموسومة برضاب المرتشف في نظم ما في الصحيحين و الموطأ من المؤتلف والمختلف) للمؤلف نفسه، ثم طبع في المطبعة الميمنية 1323هـ، وفي دار الكتب العلمية بيروت.